# كلية ثوروك وباسيلدون
كلية كلية ثوروك وباسيلدون (بالإنجليزية: Thurrock and Basildon College)‏؛ كلية للتعليم الإضافي في غرايز، إسكس في إنجلترا. تأسست من خلال اندماج كلية ثوروك التقنية وكلية باسيلدون. لاحقًا اندمجت الكلية مع كلية جنوب شرق إسيكس للفنون والتكنولوجيا في 1 يناير 2010 لتشكّل بدورها كلية ساوث إسيكس. افتتح الحرم الجامعي التابع لكلية باسيلدون في 13 سبتمبر 1971.